# Klinisk farmakologi
Klinisk farmakologi er et lægeligt speciale.
Følgende fremgår af sundhedsstyrelsens målbeskrivelse for Klinisk Farmakologi (2019):
| Citat | "Klinisk farmakologi er et lægeligt speciale som på et videnskabeligt grundlag kombinerer klinik, farmakologi, epidemiologi og sundhedsøkonomi med henblik på at fremme en rationel, sikker og økonomisk anvendelse af lægemidler. Klinisk farmakologi er en lægevidenskabelig disciplin som først i 1996 opnåede status som et selvstændigt, lægeligt speciale i Danmark." | Citat |
|       | |       |